# Großlangheim
Großlangheim är en köping (Markt) i Landkreis Kitzingen i Regierungsbezirk Unterfranken i förbundslandet Bayern i Tyskland.
Köpingen ingår i kommunalförbundet Großlangheim tillsammans med köpingen Kleinlangheim och kommunen Wiesenbronn.